# ديكسي كيفر
ديكسي كيفر (بالإنجليزية: Dixie Kiefer) هو ضابط أمريكي، ولد في 5 أبريل 1896، وتوفي في 11 نوفمبر 1945.